# سانتیاگو دل کیادو
سانتیاگو دل کیادو (به اسپانیایی: Santiago del Collado) دهستانی در استان آبیلای اسپانیا است.
در این دهستان ۱۸۶ نفر زندگی می‌کنند. مساحت این دهستان ۴۲٫۶۹ کیلومتر مربع است.